# 施特朗河
51°54′41″N 8°55′31″E / 51.91139°N 8.92528°E

施特朗河（德語：Strangbach），是德國的河流，位於該國西部，處於北萊茵-威斯特法倫州，屬於韋勒河的右支流，河道全長3.6公里，流域面積5.5平方公里。